# Demonax transversalis
Demonax transversalis är en skalbaggsart som beskrevs av Aurivillius 1910. Demonax transversalis ingår i släktet Demonax och familjen långhorningar. Inga underarter finns listade i Catalogue of Life.